# Rosidae
Rozidele (Rosidae) este o subclasă de plante ce cuprinde dicotiledonatele cele mai tipice. Plantele încadrate în această subclasă sunt lemnoase sau erbacee. Florile sunt actinomorfe sau zigomorfe, bisexuate, mai rar unisexuate, dialisepale și dialipetale, cu periantul adesea 5-mer, rareori 4-mer. Dispoziția elementelor florale este ciclică.  Gineceul este apocarp sau sincarp, cu ovar superior sau uneori semiinferior. Subclasa Rosidae a fost descrisă prima dată în 1967 de botanistul armean, Armen Takhtajan.

## Caracteristici
Rozidele sunt plante lemnoase (arbori, arbuști, subarbuști) sau erbacee, perene sau anuale. Vasele liberiene cu perforații simple sau mai rar  scalariforme (uneori cu multe trabecule). Plastidele elementelor (celulelor) ciuruite din aceste vase sunt în cea mai mare parte de tipul S. Frunze sunt alterne, opuse sau verticilate, simple sau adesea compuse, stipelate (prevăzute cu stipele) sau nestipelate. Stomatele de diferite tipuri.
Florile dispuse în diferite tipuri de inflorescențe sau solitare, bisexuate sau mai rar unisexuate, actinomorfe sau zigomorfe, ciclice, de obicei cu periant dublu sau uneori cu petalele mult reduse sau absente. Periantul adesea 5-mer, rareori 4- mer (la Brassicales). Sepalele și petalele neconcrescute sau mai mult sau mai puțin concrescute.
Androceul cu stamine de la numeroase la puține, rareori solitare. Tapetul sacilor polinici este secretor, rareori amiboid. Microsporogeneza are loc simultan sau foarte rar succesiv. Grăuncioarele de polen cu 2 celule sau mai rar cu 3 celule, majoritatea 3-colporate (cu 3 pori și 3 colpi). Nectarinele de diferite tipuri, adesea de origine staminodială, formează adesea un disc intrastaminal sau extrasteaminal.
Gineceul este apocarpic (cu carpele libere, neconcrescute) sau mai des cu carpele concrescute. Stilodiile libere sau concrescute într-un stil. Ovarul superior sau uneori semiinferior, adesea cu una sau două ovule într-o lojă, dar uneori cu câteva sau cu mai multe. Ovulul, de obicei, anatrop, apotrop sau epitrop, bitegminat sau uneori unitegminat sau ategminat, crasinucelat sau, uneori, tenuinucelat. Placentația adesea axilară dar și parietală (la Brassicales, Malpighiales, Grossulariaceae, Cucurbitales).
Endospermul nuclear sau celular (absent la Podostemales). Fructele sunt de diferite tipuri. Semințele cu embrioni mici sau mari, drepți sau curbați, cu endosperm abundent sau sărăcăcios sau fără endosperm.
Rozidele conțin adesea alcaloizi, taninuri, uneori iridoide sau mirozină (la Brassicales).

## Sistematica
Rozidele este cea mai mare subclasă a angiospermelor în ceea ce privește numărul de familii și numărul de specii. Subclasa rozide cuprinde după  sistemul de clasificare APG III 17 ordine, 133 familii și  circa 90.000 de specii. Rozidele sunt împărțite în 2 clade distincte - Eurosidae I și Eurosidae II. Ordinul Vitales cu o poziție sistematică incertă este adesea inclus în această subclasă.
- Clada Eurosidae I (Fabidae)

- Ordinul Celastrales - familiile: Celastraceae, Lepidobotryaceae.
- Ordinul Cucurbitales - familiile: Anisophylleaceae, Begoniaceae, Coriariaceae, Corynocarpaceae, Cucurbitaceae, Datiscaceae, Tetramelaceae.
- Ordinul Fabales - familiile: Fabaceae, Polygalaceae, Quillajaceae, Surianaceae.
- Ordinul Fagales - familiile: Betulaceae, Casuarinaceae, Fagaceae, Juglandaceae, Myricaceae, Nothofagaceae, Ticodendraceae.
- Ordinul Malpighiales - familiile: Achariaceae, Balanopaceae, Bonnetiaceae, Calophyllaceae, Caryocaraceae, Centroplacaceae, Chrysobalanaceae, Clusiaceae, Ctenolophonaceae, Dichapetalaceae, Elatinaceae, Erythroxylaceae, Euphorbiaceae, Euphroniaceae, Goupiaceae, Humiriaceae, Hyperiaceae, Irvingiaceae, Ixonanthaceae, Lacistemataceae, Linaceae, Lophopyxidaceae, Malpighiaceae, Ochnaceae, Pandaceae, Passifloraceae, Phyllanthaceae, Picrodendraceae, Podostemaceae, Putranjivaceae, Rafflesiaceae, Rhizophoraceae, Salicaceae, Trigoniaceae, Violaceae.
- Ordinul Oxalidales - familiile: Brunelliaceae, Cephalotaceae, Connaraceae, Cunoniaceae, Elaeocarpaceae, Huaceae, Oxalidaceae.
- Ordinul Rosales - familiile: Barbeyaceae, Cannabaceae, Dirachmaceae, Elaeagnaceae, Moraceae, Rhamnaceae, Rosaceae, Ulmaceae, Urticaceae.
- Ordinul Zygophyllales - familiile: Krameriaceae, Zygophyllaceae.

- Clada Eurosidae II (Malvidae)

- Ordinul Brassicales - familiile: Akaniaceae, Bataceae, Brassicaceae, Capparaceae, Caricaceae, Cleomaceae, Emblingiaceae, Gyrostemonaceae, Koeberliniaceae, Limnanthaceae, Moringaceae, Pentadiplandraceae, Resedaceae, Salvadoraceae, Setchellanthaceae, Tovariaceae, Tropaeolaceae.
- Ordinul Crossosomatales - familiile: Aphloiaceae, Crossosomataceae, Geissolomataceae, Guamatelaceae, Stachyuraceae, Staphyleaceae, Strasburgeriaceae.
- Ordinul Geraniales - familiile: Geraniaceae, Melianthaceae, Vivianaceae.
- Ordinul Huerteales - familiile: Dipentodontaceae, Gerrardinaceae, Tapisciaceae.
- Ordinul Malvales - familiile: Bixaceae, Cistaceae, Cytinaceae, Dipterocarpaceae, Malvaceae (include fostele familii Bombacaceae, Sterculiaceae, și Tiliaceae), Muntingiaceae, Neuradaceae, Sarcolaenaceae, Sphaerosepalaceae, Thymeleaceae.
- Ordinul Myrtales - familiile: Alzateaceae, Combretaceae, Crypteroniaceae, Lythraceae, Melastomataceae, Myrtaceae, Onagraceae, Penaeaceae, Vochysiaceae.
- Ordinul Picramniales - familia: Picramniaceae
- Ordinul Sapindales - familiile: Anacardiaceae, Biebersteiniaceae, Burseraceae, Kirkiaceae, Meliaceae, Nitrariaceae, Rutaceae, Sapindaceae (include fostele familii Aceraceae și Hippocastanaceae), Simaroubaceae.

- Ordinul Vitales (poziție sistematică incertă) - familia Vitaceae